# Staatliches Baumanagement Niedersachsen
Das Staatliche Baumanagement Niedersachsen (SBN)  plant und realisiert die Baumaßnahmen des Landes und des Bundes in Niedersachsen. Das SBN setzt sich aus drei Ebenen zusammen: dem Niedersächsischen Finanzministerium, dem Niedersächsischen Landesamt für Bau und Liegenschaften und den sieben regionalen staatlichen Bauämtern.

## Aufgaben
Zusammen mit der Liegenschaftsverwaltung des Landes kümmert sich das SBN um die Bauwerke bzw. Liegenschaften des Landes und des Bundes in Niedersachsen – von der Standortsuche und der Projektentwicklung für neue Gebäude über die Planung, Realisierung und Instandhaltung bis hin zum An- und Verkauf von Immobilien.
Das SBN überwacht den Betrieb technischer Anlagen mit dem Ziel, dass der jeweilige Nutzer seine technischen Anlagen wirtschaftlich betreiben kann. Zudem werden Dienstleistungen – zum Beispiel Winterdienst und Reinigung in öffentlichen Gebäuden – sowie die Beschaffung von Strom, Gas und Heizöl ausgeschrieben. Zu den weiteren Aufgaben gehören das Unterbringungsmanagement für sämtliche Landesbehörden und die Prüfung von Anträgen auf finanzielle Zuwendungen des Landes und Bundes zu Bauvorhaben von Dritten. Im Bereich Krankenhausbau berät das SBN die Antragsteller baufachlich bei der Planung und prüft die Bauunterlagen.
Mit mehr als 1400 Beschäftigten und einem Bauvolumen von über 500 Millionen Euro jährlich betreut das SBN ca. 21.000 Bauwerke in Niedersachsen. Das Spektrum der Bauprojekte reicht von Verwaltungs- und Laborgebäuden, Museen, Theatern, Justizvollzugsanstalten und Gebäuden der Bundeswehr bis hin zu Ingenieurbauten wie Start- und Landebahnen auf militärischen Flugplätzen.

## Organisation
Das SBN besteht aus drei Ebenen: Das Niedersächsische Finanzministerium nimmt als oberste Dienst- und Fachaufsicht des Landes ministerielle Aufgaben wahr. Bei der Umsetzung von Bauprojekten des Bundes liegt die Fachaufsicht bei den zuständigen Bundesministerien. In der Mittelinstanz agiert das Niedersächsische Landesamt für Bau und Liegenschaften (NLBL) als Aufsichtsbehörde. Es überwacht und steuert die Tätigkeit der sieben regionalen staatlichen Bauämter. Zum NLBL gehört auch die Liegenschaftsverwaltung des Landes. Die sieben regionalen staatlichen Bauämter betreiben das operative Geschäft und realisieren die Bauprojekte für Bund und Land. Die Bauämter verteilen sich über ganz Niedersachsen. Ihre Hauptsitze liegen in Bad Iburg, Braunschweig, Clausthal-Zellerfeld, Cuxhaven, Hannover, Munster und Nienburg.

## Geschichte
Im Frühjahr 2001 hat die niedersächsische Landesregierung die Umbenennung der Staatshochbauverwaltung in „Staatliches Baumanagement Niedersachsen“ beschlossen.